# Sultanat von Madurai
Das kleine und kurzlebige Sultanat von Madurai (auch Sultanat von Ma'bar, Urdu مابار سلطنت) existierte von 1335 bis 1378 und hatte seinen Sitz in der südindischen Stadt Madurai; eine andere wichtige Stadt des Sultanats war Tiruchirappalli. Insgesamt waren während dieser Zeit acht Sultane an der Macht.

## Geschichte

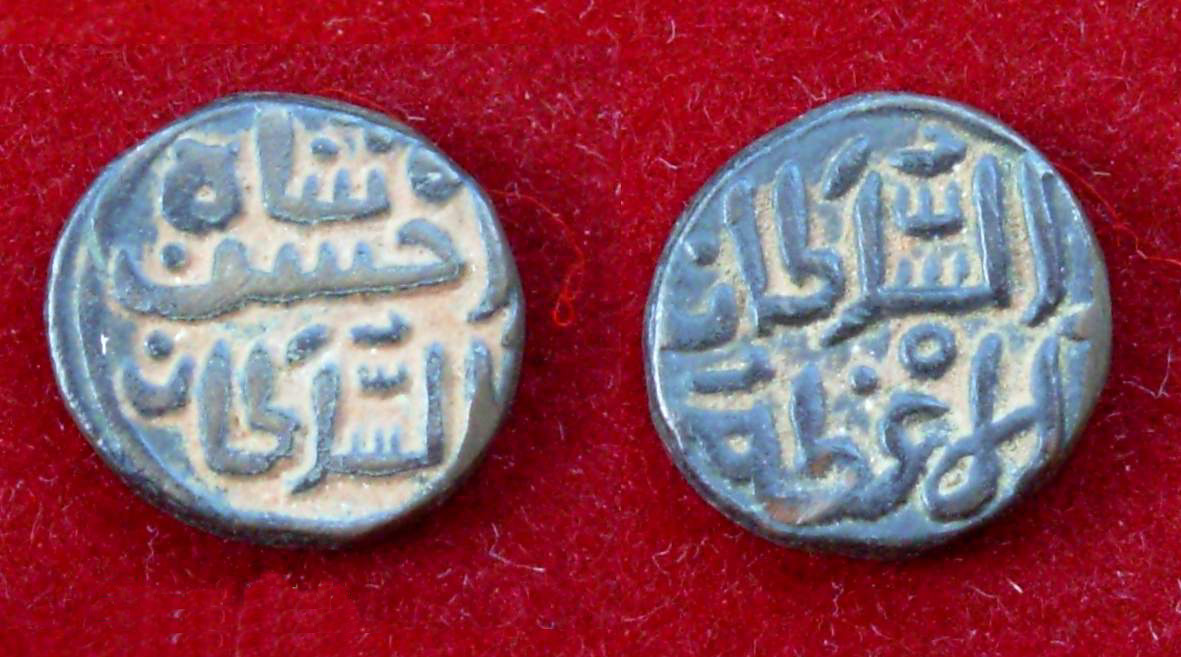
Münze mit dem Namenszug von Jalaluddin Ahsan Khan

Im Jahr 1311 eroberte der General Ala ud-Din Khalji im Auftrag des Sultanats von Delhi das südindische, dem Hinduismus anhängende Pandya-Reich mit seiner Hauptstadt Madurai; es wurde in der Folgezeit von einem Gouverneur (subahdar) regiert.
Zehn Jahre nach der Thronbesteigung von Muhammad bin Tughluq (reg. 1325–1351) war das Sultanat von Delhi durch zahlreiche Kriege nahezu bankrott und konnte seine Soldaten und Verwaltungsbeamten in den Provinzen nicht mehr bezahlen. Der Regional-Gouverneur der Provinz Ma'bar, Jalaluddin Ahsan Khan, erklärte daraufhin seine Unabhängigkeit und verteidigte diese in einer Schlacht gegen seinen ehemaligen Dienstherren. Im Jahr 1339 wurde er jedoch – wie später auch mehrere seiner Nachfolger – von seinen Höflingen ermordet. Im Jahr 1371 verlor der letzte Sultan Ala-ud-Din Sikandar Shah eine Schlacht gegen das unter Bukka Raya I. und seinem Sohn und Feldherren Kumara Kampana aufstrebende Vijayanagar-Reich; das Sultanat Madurai wurde jedoch erst 7 Jahre später offiziell annektiert.

## Herrscherliste
- Jalaluddin Ahsan Khan (1335–1339)
- Ala-ud-Din Udauji Shah (1339)
- Qutb-ud-Din Firuz Shah (1339–1340)
- Ghiyas-ud-din Dhamagani (1340–1344)
- Nasir-ud-Din Mahmud Damghan Shah (1344–1355)
- Shams-ud-Din Adil Shah (1356–1358)
- Fakhr-ud-Din Mubarak Shah (1358–1368)
- Ala-ud-Din Sikandar Shah (1368–1378)